# 中村裕一 (1954年生の実業家)
中村 裕一（なかむら ひろかず、1954年〈昭和29年〉12月21日 - ）は、日本の実業家。
独立行政法人福祉医療機構理事長、菱進ホールディングス株式会社取締役社長、三菱UFJモルガン・スタンレー証券株式会社常勤監査役、エム・ユー・トラスト・アップルプランニング株式会社専務取締役、三菱UFJ信託銀行株式会社理事、同社執行役員などを歴任。

## 来歴
東京都出身。1977年（昭和52年）3月、東京大学教養学部を卒業し、同年4月、三菱信託銀行に入行。入行後、資金為替、金融市場、年金営業に関する業務に従事し、三菱信託銀行東京営業第5部長、同高松支店長、同営業第4部長、同年金営業第4部長、三菱UFJ信託銀行執行役員プライベートバンキング営業部長、同理事、エム・ユー・トラスト・アップルプランニング専務取締役、三菱UFJモルガン・スタンレー証券常勤監査役などを歴任した。
2014年（平成26年）6月25日、三菱UFJモルガン・スタンレー証券常勤監査役を退任。同年8月、菱進ホールディングス取締役社長に就任。
2015年（平成27年）10月1日、独立行政法人福祉医療機構理事長に就任。在任中、トップマネジメントによるガバナンスの強化、融資後の債権管理、情報セキュリティ対策の推進などに取り組んだ。2018年（平成30年）4月1日、理事長に再任。2023年（令和5年）3月31日、理事長を退任。

## 年譜
- 1977年（昭和52年）
  - 3月 - 東京大学教養学部卒業[1]
  - 4月 - 三菱信託銀行入行[1]
- 2000年（平成12年）2月 - 三菱信託銀行東京営業第5部長[1]
- 2002年（平成14年）4月 - 三菱信託銀行高松支店長[1]
- 2003年（平成15年）
  - 4月 - 三菱信託銀行営業第4部長[1]
  - 10月 - 三菱信託銀行年金営業第4部長[1]
- 2005年（平成17年）
  - 6月 - 三菱信託銀行執行役員プライベートバンキング営業部長[1]
  - 10月 - 三菱UFJ信託銀行執行役員プライベートバンキング営業部長[1]
- 2007年（平成19年）6月 - 三菱UFJ信託銀行理事[1]
- 2009年（平成21年）6月 - エム・ユー・トラスト・アップルプランニング専務取締役兼三菱UFJ信託銀行業務顧問[1]
- 2010年（平成22年）6月 - 三菱UFJモルガン・スタンレー証券常勤監査役[1]
- 2014年（平成26年）8月 - 菱進ホールディングス取締役社長[1]
- 2015年（平成27年）10月 - 独立行政法人福祉医療機構理事長[6]